# Invasió del Quebec (1775)
La invasió del Quebec el 1775 va ser la primera gran iniciativa militar de l'Exèrcit Continental recent constituït durant la Guerra de la Revolució Americana. L'objectiu de la campanya era aconseguir el control militar de la província britànica del Quebec (part del Canadà actual) i convèncer els canadencs francòfons perquè s'adherissin a la revolució al bàndol de les Tretze Colònies.
Una expedició va deixar Fort Ticonderoga a finals d'agost, sota el comandament de Richard Montgomery, i a mitjans de setembre va assetjar i capturar el Fort Saint-Jean, el principal punt defensiu al sud de Mont-real. Després que el fort fos capturat al novembre, Guy Carleton va abandonar Mont-real, fugint cap a la ciutat de Quebec, i Montgomery va prendre el control de Mont-real abans de dirigir-se cap a la ciutat de Quebec amb un exèrcit de mida molt reduïda. Una altra expedició va sortir de Cambridge, Massachusetts, sota el comandament de Benedict Arnold, i va viatjar amb gran dificultat per l'erm del Maine (on moltes de les seves tropes van morir de fam degut a la manca de subministraments) fins a la ciutat de Quebec. Les dues forces es van unir davant la ciutat de Quebec al desembre de 1775, i van assaltar la ciutat durant una tempesta de neu l'últim dia de l'any. La batalla va ser una derrota desastrosa per a l'Exèrcit Continental; Montgomery va morir i Arnold va resultar ferit, mentre que els defensors de la ciutat van patir poques víctimes. Després, Arnold va dur a terme un setge ineficaç a la ciutat, durant el qual les campanyes propagandístiques van impulsar els sentiments lleialistes, i la contundent administració del general David Wooster de Mont-real va molestar tant als partidaris com als detractors dels estatunidencs.
Els britànics van enviar diversos milers de tropes, entre els quals el general John Burgoyne i els seus aliats de Hessen, per reforçar les tropes de la província al maig de 1776. El general Carleton va llançar llavors una contraofensiva, aprofitant que les forces continentals tornaven cap al Fort Ticonderoga afeblides i desorganitzades degut a la verola L'Exèrcit Continental, sota el comandament d'Arnold, va poder obstaculitzar l'avanç britànic, que amb prou feines va poder atacar el Fort Ticonderoga el 1776.
El final de la campanya va posar en marxa la campanya de Burgoyne del 1777 per obtenir el control de la vall del riu Hudson.

## El nom de«Canadà»i«Quebec»
L'objectiu de la campanya militar estatunidenca, el control de la província britànica de Quebec, es coneixia freqüentment amb del nom de «Canadà» el 1775. Per exemple, l'autorització del Segon Congrés Continental al general Philip Schuyler per a la campanya incloïa la paraula «Canadà»; «si no fos desagradable per als canadencs el prendre la immediata possessió de Saint-Jean, Mont-real i qualsevol altra zona del país, i dur a terme qualsevol altra mesura al Canadà que pogués promoure la pau i la seguretat de les colònies». Fins i tot els llibres d'història relativament moderns que recullen la campanya en detall fan referència a «Canadà» en els seus títols (vegeu referències).

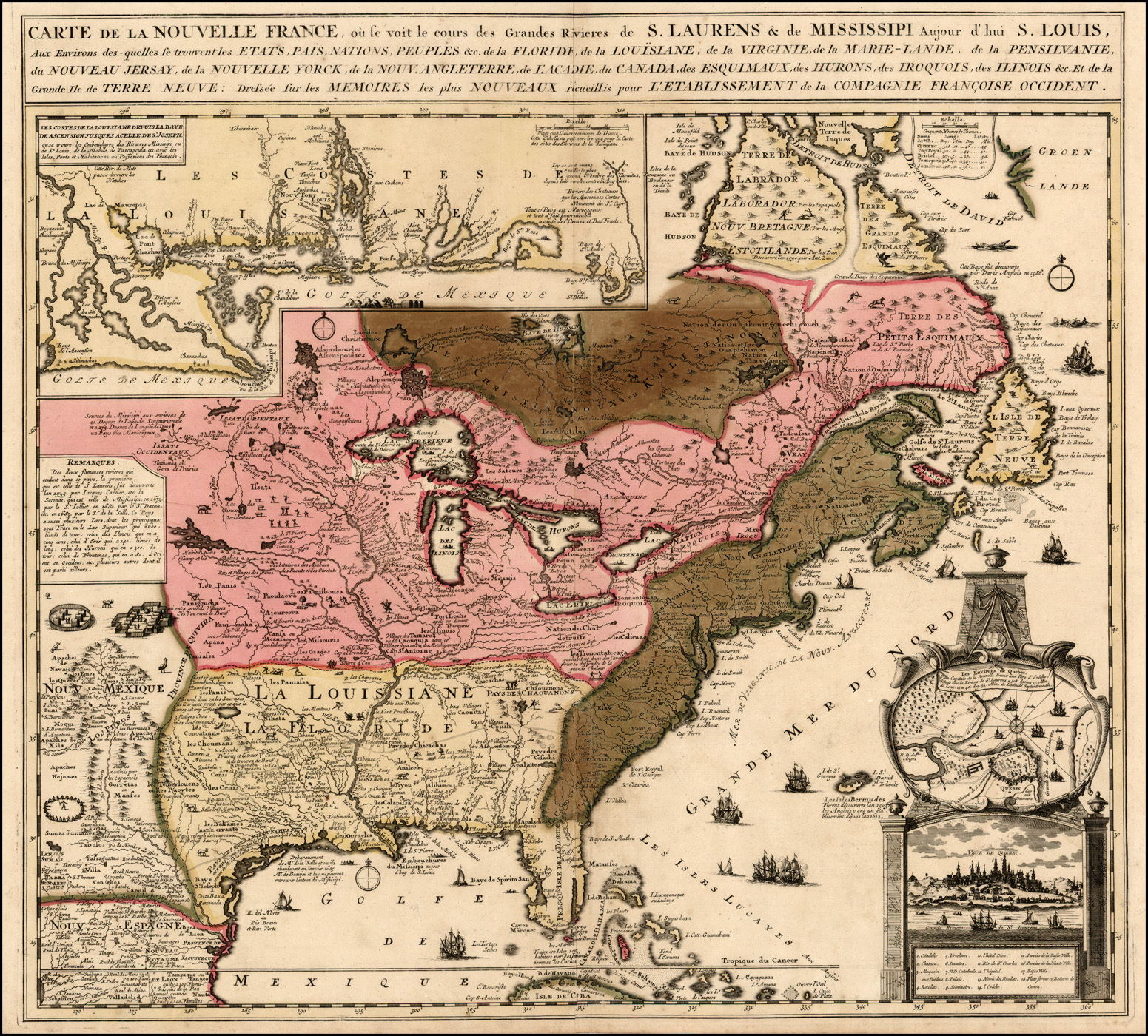
Mapa del Canadà francès (rosa), 1748
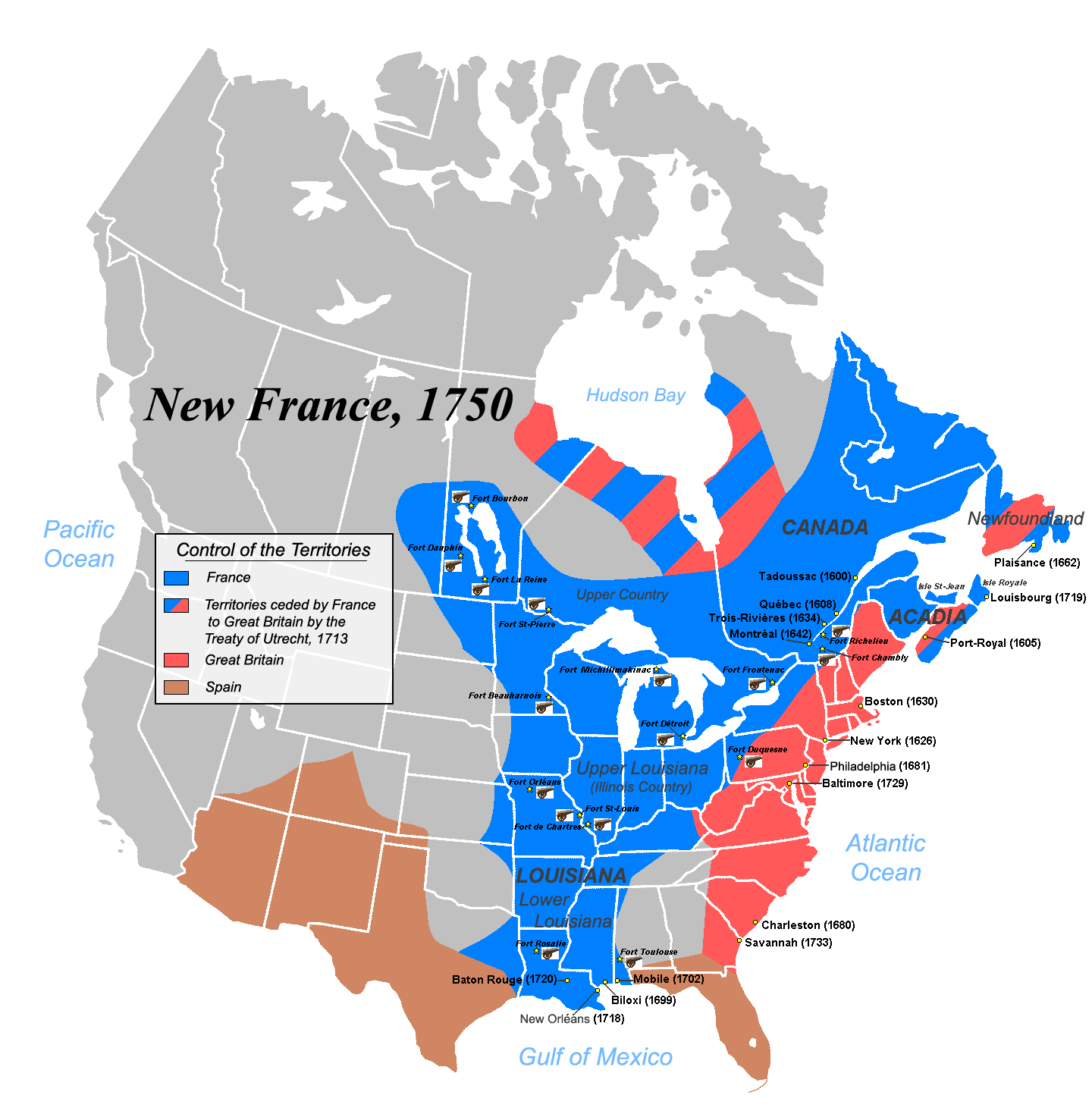
Nova França (blau) 1750. El Canadà es va estendre des del sud dels Grans Llacs fins al golf de Sant Llorenç
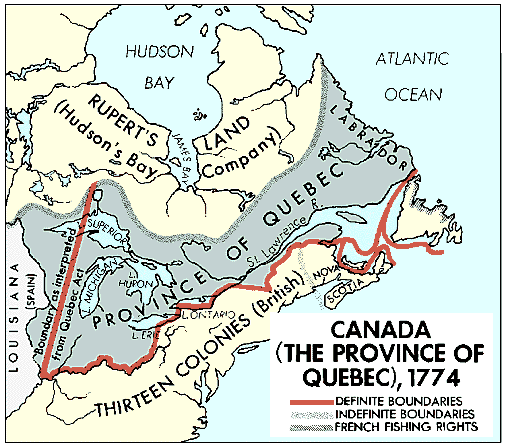
Província del Quebec, 1774

El territori que Gran Bretanya anomenat «Quebec» va ser, en gran part, la província francesa del Canadà fins al 1763, quan França la va cedir a la Gran Bretanya en el tractat de París de 1763, que va acabar formalment amb la guerra franco-índia; els líders francesos havien lliurat la província als militars britànics el 1760.

## Antecedents
A la primavera de 1775, va començar la Guerra de la Revolució Americana amb la batalla de Lexington i Concòrdia. El conflicte va finalitzar amb l'exèrcit britànic envoltat de milícies colonials al setge de Boston. Al maig de 1775, conscients de les lleugeres defenses i de la presència d'armes pesants al Fort Ticonderoga britànic, Benedict Arnold i Ethan Allen van dirigir una força de milícies colonials que van capturar Fort Ticonderoga i Fort Crown Point, i van atacar el Fort Saint-Jean, aprofitant que en aquell moment tenien poques defenses. Ticonderoga i Crown Point van ser reforçats el mes de juny amb 1000 milicians de Connecticut, sota el comandament de Benjamin Hinman.

### L'autorització del Congrès Continental
El Primer Congrés Continental, reunit el 1774, va convidar als francocanadencs a unir-se a una segona reunió del Congrés que se celebraria el maig de 1775, en una carta pública del 26 d'octubre de 1774. El Segon Congrés Continental va enviar una segona carta al maig de 1775, però no hi va haver cap resposta substancial a cap de les dues cartes.
Després de la presa de Ticonderoga, Arnold i Allen van assenyalar que calia mantenir a Ticonderoga com a defensa contra els intents dels britànics de dividir militarment les colònies i també van assenyalar que el Quebec estava mal defensat. Cadascun va proposar per separat expedicions contra el Quebec, els quals van suggerir que una força tan petita com 1200-1500 homes seria suficient per expulsar els militars britànics de la província. El Congrés va ordenar inicialment que s'abandonessin els forts, obligant a Nova York i Connecticut a proporcionar tropes i material només amb finalitats essencialment defensives. Queixes públiques per tota Nova Anglaterra i Nova York van fer que el Congrés canviés d'opinió. Quan es va veure clar que Guy Carleton, el governador del Quebec, estava fortificant el Fort Saint-Jean i que també estava intentant implicar als iroquesos de l'estat de Nova York en el conflicte, el Congrés va decidir que calia una posició més activa.
El 27 de juny de 1775, el Congrés va autoritzar el general Philip Schuyler a explorar i, si semblava oportú, començar una invasió. Benedict Arnold va passar per sobre del seu comandament, va anar cap a Boston i va convèncer a general George Washington per enviar una força de suport al Quebec sota el seu comandament.

### Preparació de les defenses
Després de la incursió al Fort Saint-Jean, el general Carleton era conscient del perill d'invasió des del sud i va demanar, sense resposta immediata, reforços al general Thomas Gage de Boston. Va començar a reclutar milícies locals per ajudar a la defensa de Mont-real i la ciutat de Quebec, que van tenir un èxit limitat. En resposta a la captura de Ticonderoga i la incursió al Fort Saint-Jean, va enviar 700 soldats a defensar aquell fort al riu Richelieu, al sud de Mont-real, va ordenar la construcció de vaixells per al seu ús al llac Champlain, i va reclutar aproximadament cent mohawks per ajudar en la seva defensa. Ell mateix va supervisar la defensa de Mont-real, dirigint només 150 tropes regulars, ja que confiava en Fort Saint-Jean per a la defensa principal. La defensa de la ciutat de Quebec quedava sota el comandament del tinent-governador Cramahé.

### Les negociacions amb els pobles indígenes
Guy Johnson, un lleialista i agent britànic que vivia a la vall de Mohawk (estat de Nova York), va mantenir un tracte força amigable amb els iroquesos de Nova York, i es va preocupar per la seva seguretat i de la seva família quan va aparèixer el sentiment patriota a Nova York. Convençut que ja no podia exercir de manera segura negocis de la Corona, va deixar la seva propietat a Nova York amb uns 200 partidaris lleialistes i mohawks. Primer va anar a Fort Ontario, on el 17 de juny va rebre les promeses dels líders tribals indígenes (majoritàriament iroquesos i hurons) que els ajudarien a mantenir obertes les línies de subministrament i comunicació a la zona i donar suport als britànics per «la molèstia del enemic». D'allà va anar cap a Mont-real, on, en una reunió amb el general Carleton i més de 1.500 indígenes, va negociar acords similars i va lliurar cinturons de guerra «als que estaven preparats per al servei». Tot i això, la majoria dels implicats en aquests acords eren mohawks; les altres tribus de la confederació iroquesa van evitar en gran manera aquestes conferències, buscant mantenir-se neutrals. Molts dels mohawks van romandre a la zona de Mont-real després de la conferència; tanmateix, quan semblava poc possible si els estatunidencs llançarien una invasió el 1775, la majoria havien tornat a casa cap a mitjan agost.

Tribus índies de l'estat de Nova York; tribus iroqueses i mohicans
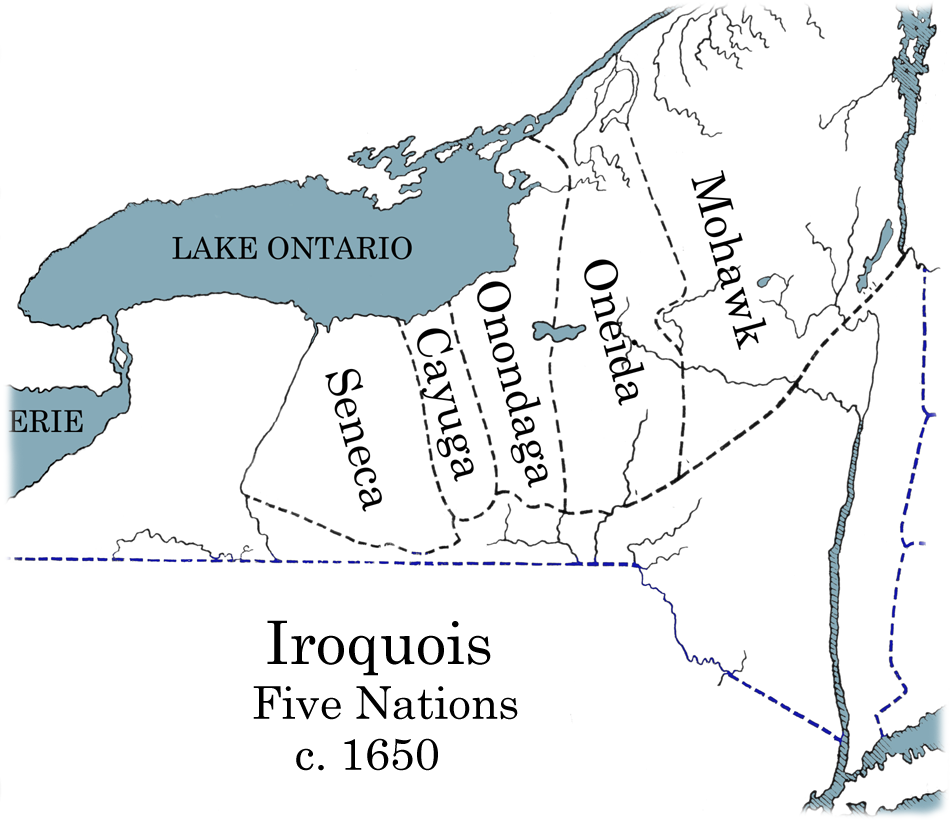
Mapa de les Cinc Nacions iroqueses (oneida, cayuga, onondaga, seneca i mohawks), c. 1650
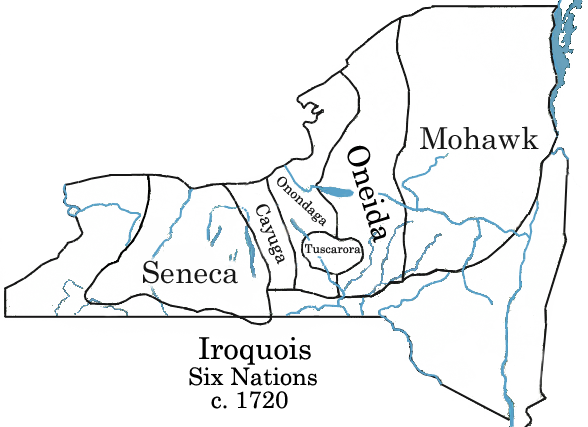
Mapa de les Sis Nacions (oneida, cayuga, onondaga, seneca, mohawks i tuscarora), c. 1720

El Congrés Continental pretenia mantenir les Sis Nacions fora de la guerra. El juliol del 1775, Samuel Kirkland, un missioner que tenia influència sobre els oneidas, va portar-los una declaració del Congrés Continental: «desitgem que es quedin a casa i no s'uneixin a cap de les dues parts, sinó que es mantingui la destral de guerra enterrada profundament». Mentre que el oneidas i els tuscaroras es van mantenir formalment neutrals, molts oneidas van expressar simpatia amb els rebels. Les notícies de la reunió de Johnson a Mont-real van fer que el general Schuyler, que també tenia influència sobre els oneidas, els convoqués a una conferència a Albany a mitjans d'agost. Hi van assistir uns 400 indígenes (principalment oneidas i tuscaroras, i només uns quants mohawks). Schuyler i altres comissionats indis van explicar els problemes que dividien les Tretze Colònies de la Gran Bretanya, destacant que els colons estaven en guerra per preservar els seus drets i no per conquerir territori. Els caps reunits van acceptar mantenir-se neutrals, i un cap dels mohawks va dir: «És un assumpte familiar» i que «es quedarien quiets i els veurien lluitar ...». Tot i això, van extreure concessions dels estatunidencs, incloent-hi les promeses de resoldre greuges en curs, com ara l'atac dels colons blancs a les seves terres.

## L'expedició de Montgomery
La principal força d'invasió va ser dirigida pel general Philip Schuyler, i pujaria fins al llac Champlain per assaltar Mont-real i després la ciutat de Quebec. L'expedició es va compondre de forces de Nova York, Connecticut i Nou Hampshire, junt amb els Green Mountain Boys comandats per Seth Warner, amb provisions subministrades per Nova York. No obstant això, Schuyler era previngut i, per a mitjans d'agost, els colons estaven rebent informes que el general Carleton estava fortificant les posicions defensives que envolten Mont-real, i que algunes tribus natives s'havien aliat amb els britànics.

### Aproximació al Fort Saint-Jean
El 25 d'agost, mentre Schuyler estava a la conferència de pobles indígenes, Montgomery va ser informat que estava a punt de finalitzar la construcció de vaixells al Fort Saint-Jean. Montgomery, aprofitant l'absència de Schuyler (i a manca d'ordres que autoritzessin el moviment), va conduir 1.200 soldats que s'havien agrupat a Ticonderoga fins a una posició avançada a Île aux Noix, al riu Richelieu, arribant el 4 de setembre. Schuyler, qui començava a emmalaltir, va atrapar les tropes en ruta. Va enviar una carta a James Livingston, un canadenc disposat a crear una milícia local que donès suport a l'avanç estatunidenc i que circulés per la zona al sud de Mont-real. L'endemà, les forces es van dirigir riu avall fins al Fort Saint-Jean. Després de veure les defenses i tenir una breu escaramussa en què ambdues parts van patir víctimes, es van retirar cap a l'île aux Noix. L'escaramussa, on van participar la majoria dels indígenes del bàndol britànic, no van rebre suport del fort, fent que els indis es retiressin del conflicte. Qualsevol altre suport indígena als britànics es va veure aturat amb l'arribada puntual dels oneidas a la zona, que va interceptar un grup de guerrers mohawks en el pas de Caughnawaga que anaven cap al fort Saint-Jean. Els oneidas van convèncer el grup de guerrers que tornessin al seu poble, on Guy Johnson, Daniel Claus i Joseph Branthavia ja havien arribat per intentar obtenir el suport dels mohawks. Negant-se a reunir-se directament amb Johnson i Claus, els oneidas va explicar a Brant i als mohawks els termes de l'acord d'Albany. Brant i els agents britànics van marxar sense cap promesa de suport; en un acte de menyspreu formal cap als britànics, els comissionaris indis estatunidencs van tornar el cinturó de guerra que Guy Johnson va donar als iroquesos al juliol de 1775.

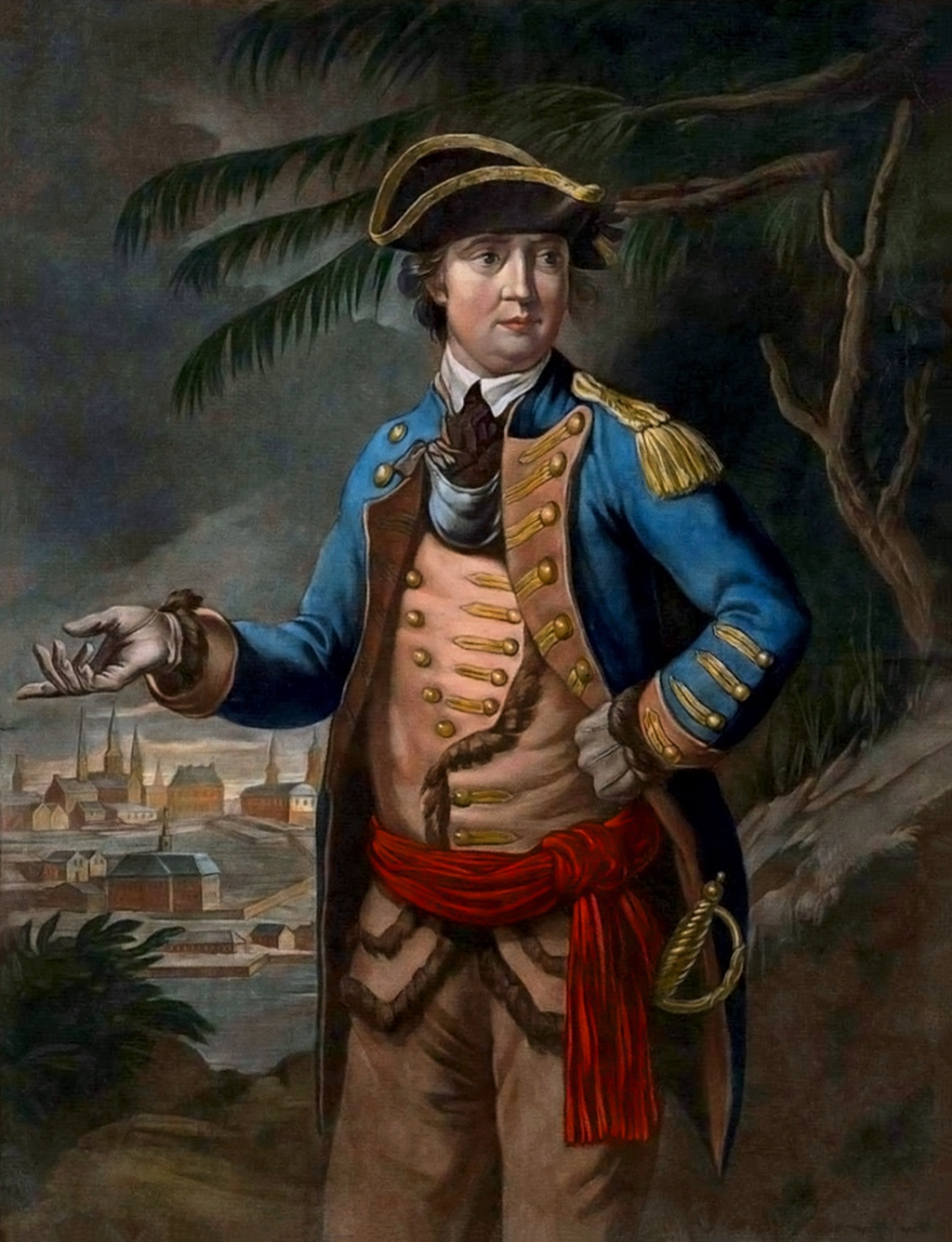
Coronel Benedict Arnold
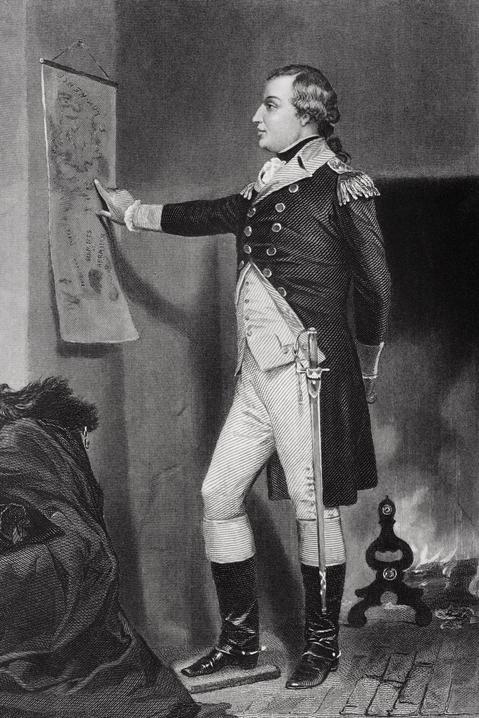
General de brigada Richard Montgomery
Atac estatunidenc al Quebec: rutes de les expedicions d'Arnold i Montgomery
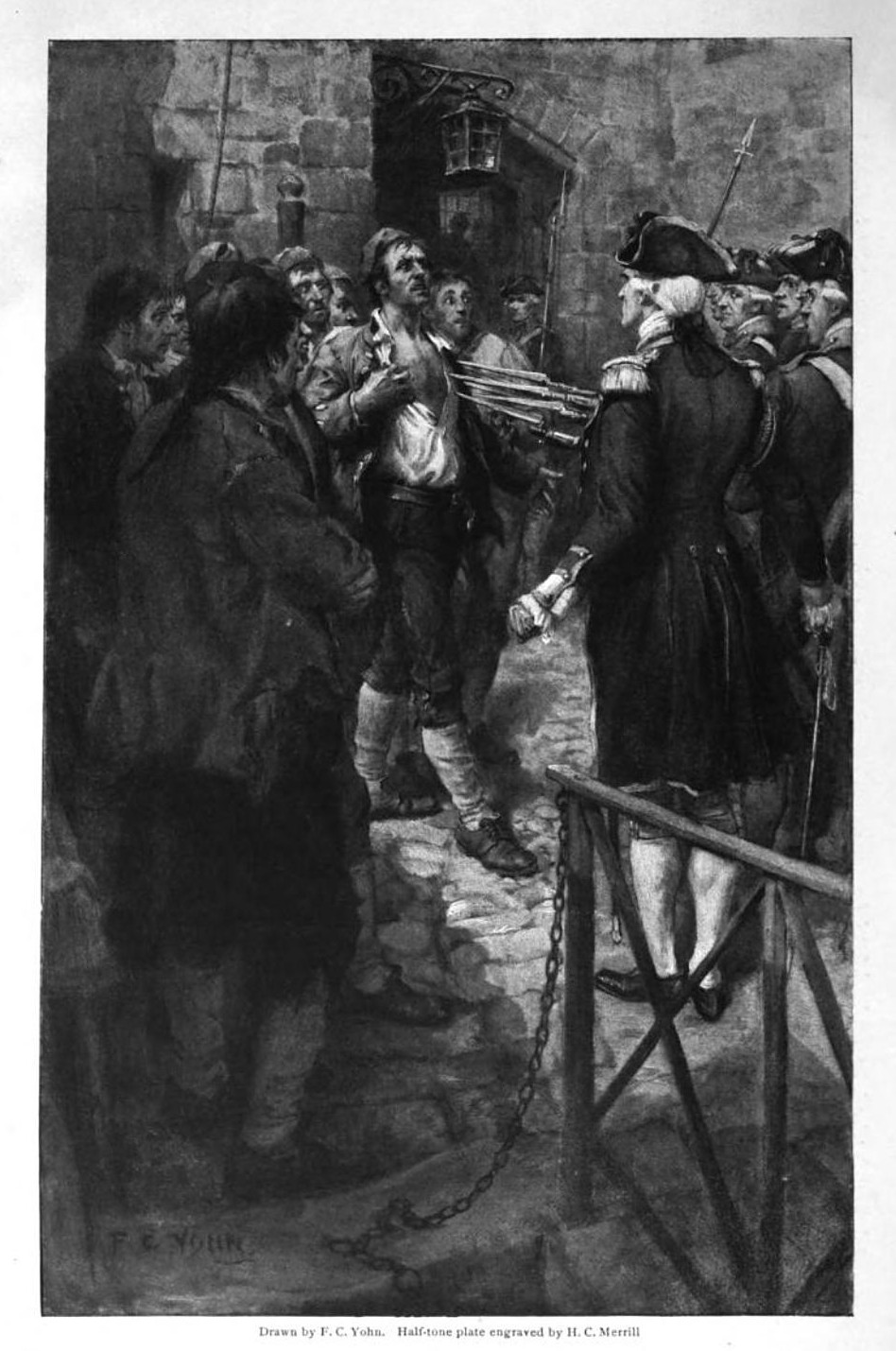
Dibuix artístic d'Ethan Allen després de la seva captura

Després d'aquesta primera escaramussa, el general Schuyler va emmalaltir i no va poder continuar, per la qual cosa va passar el comandament a Montgomery. Schuyler va marxar cap al Fort Ticonderoga diversos dies després. Després d'un altre intent de setge i l'arribada d'altres 800-1000 homes de Connecticut, Nou Hampshire i Nova York, així com alguns dels Green Mountain Boys,> Montgomery finalment va començar a assetjar Fort Saint-Jean el 17 de setembre, tallant les seves comunicacions amb Mont-real i capturant subministraments destinats al fort. Ethan Allen va ser capturat la setmana següent a la batalla de Longue-Pointe, quan, superant les instruccions de només crear milícies locals, va intentar prendre Mont-real amb una petita força d'homes. Aquest esdeveniment va donar lloc a un breu augment del suport de la milícia als britànics; però els efectes van ser relativament curts, i van desertar durant els següents dies. 
Després d'un intent del general Carleton per alleujar el setge fracassat el 30 d'octubre, el fort es va rendir finalment el 3 de novembre.

## Inici de l'ocupació de Mont-real
Montgomery va dirigir llavors les seves tropes cap al nord i va ocupar l'illa de Sant Pau (al riu Sant Llorenç) el 8 de novembre, creuant per Pointe-Saint-Charles l'endemà, on va ser acollit com a alliberador. Mont-real va caure sense cap mena de combats importants el 13 de novembre, quan Carleton va veure que no podia defensar la ciutat (i després d'una important deserció de la milícia quan va rebre la notícia de la caiguda del Fort Saint-Jean), es va retirar. Amb prou feines va escapar de la captura, ja que alguns estatunidencs havien creuat el riu avall de la ciutat i els vents van impedir que la seva flota marxés immediatament. Quan la seva flota es va apropar a Sorel, es va apropar un vaixell que portava una bandera de treva. El vaixell va exigir la seva rendició, al·legant que les bateries de canons riu avall destruirien el comboi. Basant-se en un coneixement incert de com eren de reals aquestes bateries, Carleton va optar de seguir el viatge furtivament amb els vaixell, després d'ordenar l'abocament de pólvora i municions per evitar que caiguès en mans enemigues en cas de rendició; hi havia bateries en el lloc indicat, però no tan potents com les que afirmaven. El 19 de novembre, la flota britànica es va rendir; Carleton, disfressat d'home comú, es va dirigir cap a la ciutat de Quebec. Els vaixells capturats incloïen presoners que els britànics havien pres; entre aquests hi havia Moses Hazen, un expatriat de Massachusetts que vivia a prop del Fort Saint-Jean i que es va unir a l'exèrcit de Montgomery.
Abans de marxar de Mont-real cap a la ciutat de Quebec, Montgomery va enviar missatges als seus habitants que el Congrés Continental volia que el Quebec s'unís a ells, i que parlessin amb simpatitzants estatunidencs amb l'objectiu de celebrar una convenció provincial amb l'objectiu d'elegir els delegats al Congrés. També va escriure al general Schuyler, sol·licitant que s'enviés una delegació del Congrés per emprendre activitats diplomàtiques.
Bona part de l'exèrcit de Montgomery va marxar a causa de la finalització del servei militar després de la caiguda de Mont-real. Després va utilitzar alguns dels vaixells capturats per anar cap a la ciutat de Quebec amb prop de 300 efectius, el 28 de novembre, deixant uns 200 a Mont-real sota el comandament del general David Wooster. Al llarg del camí, es va afegir el recentment creat 1r Regiment Canadenc, de James Livingston, aproximadament de 200 homes.

## L'expedició d'Arnold
Benedict Arnold, qui havia estat rebutjat pel cap de la flota de l'expedició a la vall de Champlain, va tornar a Cambridge, Massachusetts i es va apropar a George Washington amb la idea d'una força de invasió oriental de suport dirigida contra la ciutat de Quebec. Washington va aprovar la idea, i va donar a Arnold 1.100 homes, entre ells els tiradors de Daniel Morgan. La força d'Arnold va navegar des de Newburyport, Massachusetts fins a la desembocadura del riu Kennebec i es dirigir riu amunt fins al Fort Western (actual Augusta, Maine).
L'expedició d'Arnold va tenir un èxit, ja que va poder portar un cos de tropes fins a les portes de la ciutat de Quebec. No obstant això, l'expedició es va veure afectada amb problemes tan aviat com va deixar els darrers llocs avançats importants de la civilització, a l'actual Maine. El transport dels subministraments es va complicar, ja que les tropes van pujar riu amunt del riu Kennebec i els vaixells que utilitzaven tenien moltes infiltracions d'aigua, malbaratant la pólvora i els aliments. La divisòria d'aigües entre el riu Kennebec i el riu Chaudièreera és una zona de aiguamolls, llacs i rierols, on el trànsit es complicava pel mal temps, provocant que la quarta part de les tropes tornessin cap a casa. La baixada pel riu Chaudière va provocar la destrucció de més vaixells i subministraments, ja que les tropes inexpertes no van poder controlar les embarcacions en aigües ràpides.
Quan Arnold arribava als voltants de la civilització al llarg del riu Sant Llorenç al novembre, la seva força va quedar reduïda a 600 homes famolencs. Havien recorregut gairebé 400 milles per un terreny difícil. Quan Arnold i les seves tropes finalment van arribar a les planes d'Abraham el 14 de novembre, Arnold va enviar un negociador amb bandera blanca per demanar la seva rendició, però no va servir de res. Els estatunidencs, sense canons, es van enfrontar a una ciutat fortificada. Arnold, després de ser atacat pels defensors en un petit atac planificat fora de la ciutat, va decidir el 19 de novembre retirar-se cap a Pointe-aux-Trembles per esperar a Montgomery, que havia capturat recentment Mont-real. Mentre que Arnold es dirigia riu amunt, Carleton va tornar al Quebec per riu després de la seva derrota a Mont-real.
El 2 de desembre, Montgomery finalment va anar riu avall des de Mont-real amb 500 soldats, portant subministraments capturats als britànics i roba d'hivern. Les dues forces es van unir i es van fer plans per a un atac a la ciutat. Tres dies després l'Exèrcit Continental es va situar de nou a les planes d'Abraham i va començar a assetjar la ciutat de Quebec.

## La batalla i el setge de Quebec
Mentre planificava l'atac a la ciutat, Christophe Pélissier, un francès que vivia a prop de Trois-Rivières, es va reunir amb Montgomery. Pélissier, políticament partidari de la causa estatunidenca, treballava en una farga a Saint-Maurice. Montgomery va discutir la idea de celebrar la convenció provincial amb ell. Pélissier va recomanar celebrar la convenció fins després de la presa de la ciutat de Quebec, ja que els habitants no se sentirien lliures d'actuar d'aquesta manera fins que no es garantís millor la seva seguretat. Els dos van acceptar que la farga de Pélissier proporcionès municions per al setge, cosa que va fer fins que els estatunidencs es van retirar el maig de 1776 (moment en què Pélissier també va fugir, i finalment va tornar a França).
Montgomery es va unir a Arnold i James Livingston en un assalt a la ciutat de Quebec durant una tempesta de neu el 31 de desembre de 1775. Superats i sense tenir cap avantatge tàctic, els estatunidencs van ser derrotats per Carleton. Montgomery va morir durant el combat, Arnold va resultar ferit i molts homes van ser fets presoners, inclòs Daniel Morgan. Després de la batalla, Arnold va enviar a Moses Hazen i Edward Antill, un altre estatunidenc expatriat, per informar de la derrota i sol·licitar suport a Wooster a Mont-real, i també al Congrés a Filadèlfia.
Carleton va optar per no perseguir als estatunidencs, optant per mantenir-se dins de les fortificacions de la ciutat i esperar els reforços que arribarien quan el riu es desfés a la primavera. Arnold va mantenir un setge poc efectiu sobre la ciutat fins al març de 1776, quan va ser enviat a Mont-real i substituït pel general Wooster. Durant aquests mesos, l'exèrcit assetjador va patir els problemes causats pel fred d'hivern i la verola va començar a escampar-se pel campament. Aquestes pèrdues es van compensar amb l'arribada mensual de petites companyies de reforç. El 14 de març, Jean-Baptiste Chasseur, un moliner que vivia riu avall de la ciutat, va entrar al Quebec i va informar a Carleton que hi havia 200 homes a la riba sud del riu disposats a actuar contra els estatunidencs.  Aquests homes i molts més van ser mobilitzats, però una força d'avançada va ser derrotada en la batalla de Saint-Pierre per un destacament de milícies locals proestatunidenques que estaven acampades a la riba sud del riu.
El Congrés Continental, fins i tot abans que es conegués de la derrota al Quebec, va autoritzar fins a 6.500 soldats addicionals per al seu servei. Durant tot l'hivern, les tropes es van enviar a Mont-real i al campament fora de la ciutat de Quebec. A finals de març, l'exèrcit assetjador havia crescut fins a gairebé 3.000 homes, tot i que gairebé una quarta part d'aquests no eren aptes per al combat, principalment a causa de la verola. A més, James Livingston i Moses Hazen, al comandament dels 500 canadencs de l'exèrcit, eren pessimistes sobre la lleialtat dels seus homes i la cooperació de la població a causa de la persistent propaganda lleialista.
El Congrés estava en conflicte sobre les peticions que Arnold va fer a un general amb més experiència per dirigir l'esforç de setge. Primer va triar a Charles Lee, un gran general amb experiència a l'exèrcit britànic, per dirigir les tropes al Quebec al gener. Una setmana després, va decidir enviar Lee als estats del sud per dirigir les tropes contra un atac britànic previst allà; l'intent britànic es va veure frustrat a la batalla de l'illa de Sullivan al juny de 1776. Finalment es van establir al març del 1776 al general John Thomas, qui havia servit a l'exèrcit assetjant de Boston.

## El descontentament a Mont-real
Quan el general Montgomery va marxar de Mont-réal cap a la ciutat de Quebec, va deixar l'administració de la ciutat en mans del general de brigada de Connecticut, David Wooster. Si bé Wooster inicialment tenia relacions dignes amb la comunitat, va fer diversos passos que van fer que la població local arribés a disgustar la presència militar estatunidenca. Després de prometre ideals estatunidencs a la població, va començar a arrestar llelialistes i a amenaçar l'arrest i el càstig de qualsevol persona oposada a la causa estatunidenca. També va desarmar diverses comunitats i va intentar obligar els membres de la milícia local a lliurar les seves armes de la Corona Britànica. Els que es van negar van ser arrestats i empresonats al Fort Chambly. Aquests actes i similars, combinats amb el fet que els estatunidencs pagaven els subministraments i serveis amb diners amb paper moneda en lloc de moneda en metàl·lic, van servir per desil·lusionar la població local sobre la causa estatunidenca. El 20 de març, Wooster va marxar per prendre el comandament de les forces a la ciutat de Quebec, deixant a Moses Hazen, que havia creat el 2n Regiment canadenc, al comandament de Mont-real fins que Arnold va arribar el 19 d'abril.

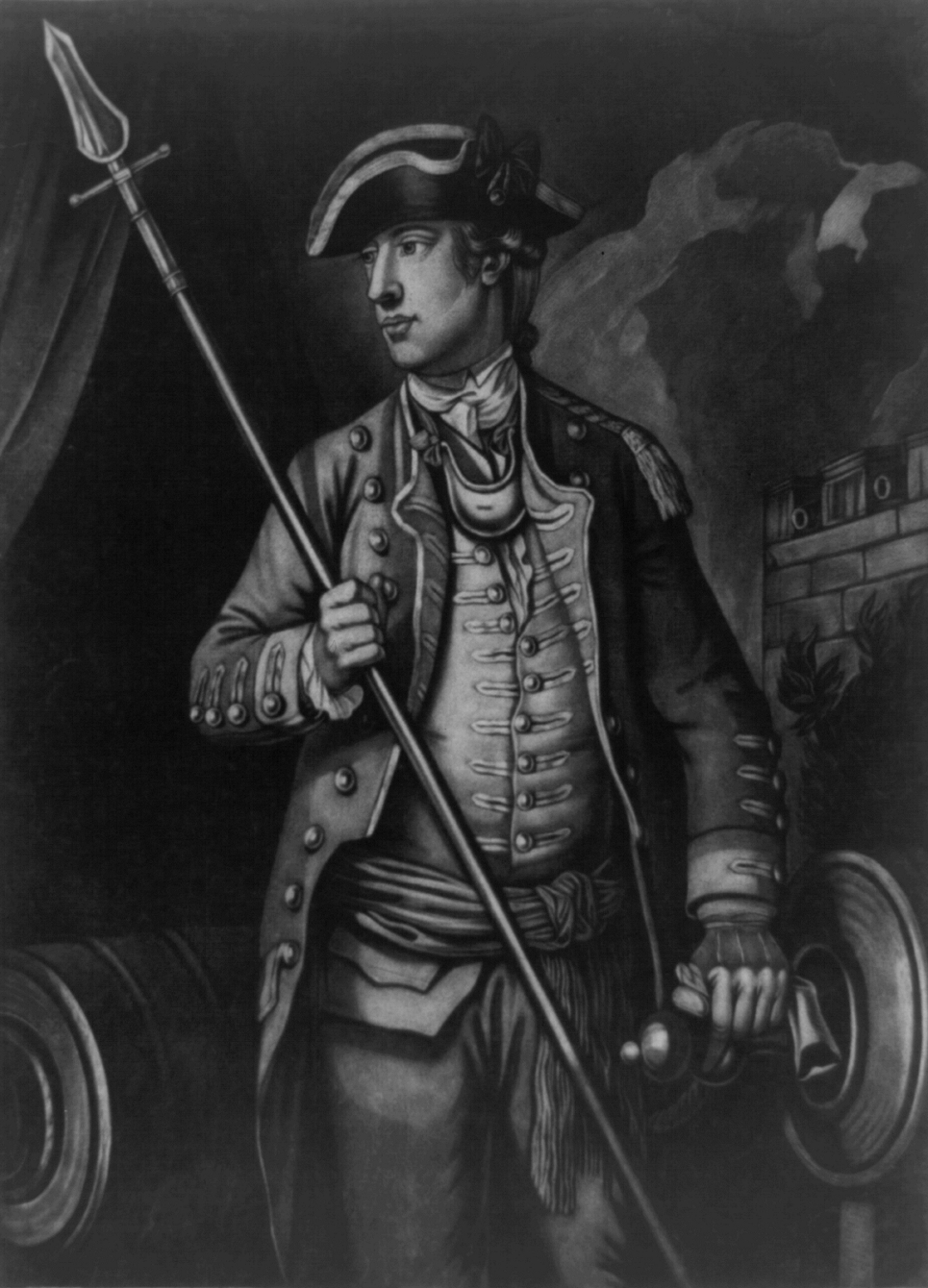
David Wooster
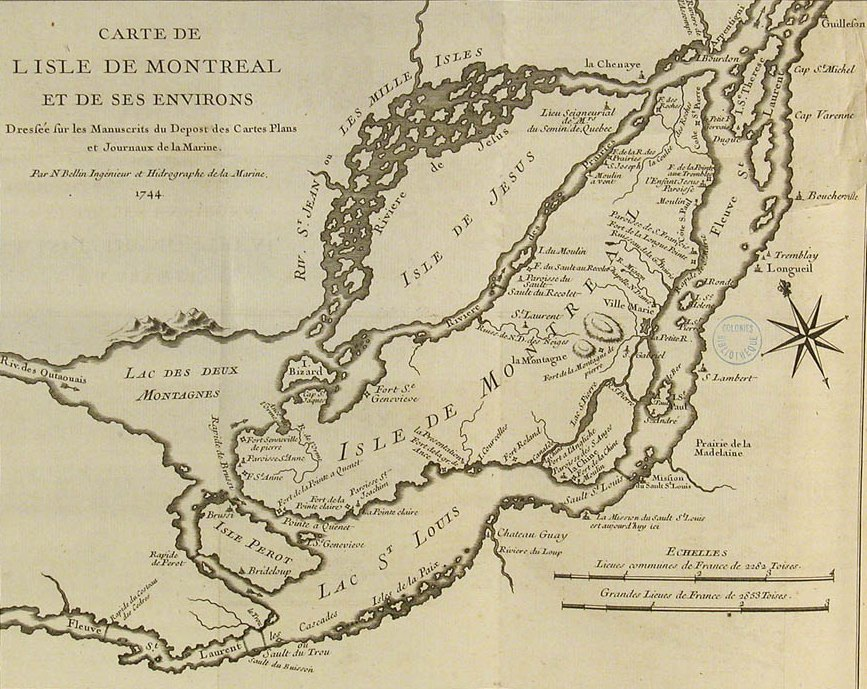
Mapa de Mont-real, 1744
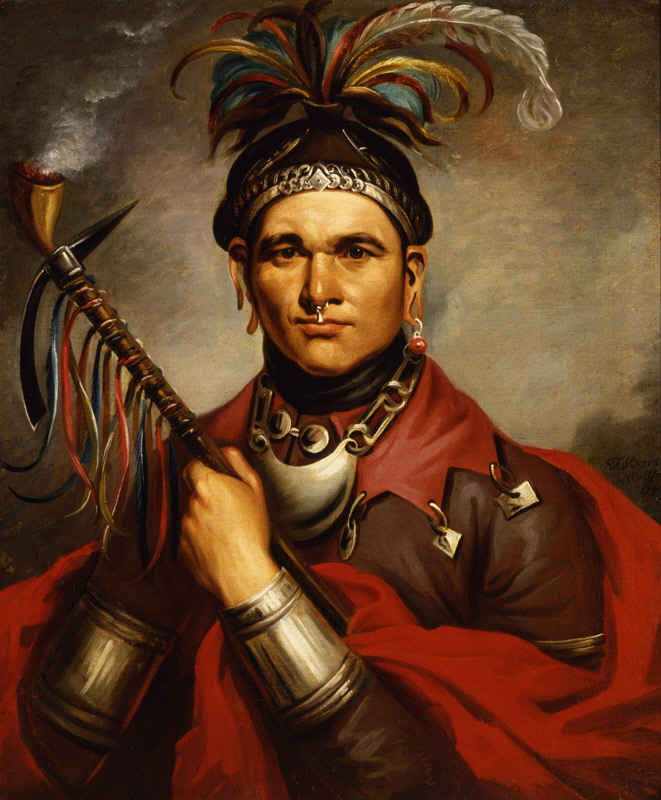
Cornplanter, un cap seneca, va donar suport al bàndol britànic i potser va lluitat en aquesta campanya

El 29 d'abril, una delegació formada per tres membres del Congrés Continental, juntament amb un sacerdot jesuïta estatunidenc, John Carroll (el qual va ser el primer bisbe catòlic dels Estats Units d'Amèrica) i un impressor francès de Filadèlfia, van arribar a Mont-real. El Congrés Continental havia assignat a aquesta delegació les tasques de valorar la situació al Quebec i intentar variar l'opinió pública per la seva causa. Aquesta delegació, que incloïa a Benjamin Franklin, va fallar en gran manera en els seus esforços, ja que les relacions ja estaven notablement danyades. La delegació no havia aportat cap moneda forta per pal·liar els deutes amb la població que s'estava acumulant. Els esforços per convertir el clergat catòlic cap a la seva causa van fracassar, ja que els sacerdots locals van assenyalar que la Quebec Act (Llei del Quebec) aprovada pel Parlament britànic el 1774 els havia donat el que volien. L'impressor Fleury Mesplet, mentrecomençava a muntat la seva premsa, no va tenir temps de produir res abans que els esdeveniments comencessin a superar la delegació. Franklin i Carroll van marxar de Mont-real l'11 de maig, després de la notícia que les forces estatunidenques a la ciutat de Quebec es van retirar en pànic, per tornar a Filadèlfia. Samuel Chase i Charles Carroll, els altres dos delegats, van analitzar la situació militar a la zona sud i est de Mont-real, trobant que era un bon lloc per configurar una defensa. El 27 de maig, van escriure un informe al Congrés sobre la situació, i van marxar cap al sud.

### Les Cèdres

Mapa que mostra moviments militars dels britànics (vermell) i dels estatunidencs (blau)

Al sud de Mont-real hi havia una sèrie de petites guarnicions britàniques que els estatunidencs no s'havien preocupat durant l'ocupació. A mesura que s'acostava la primavera, bandes de guerrers cayuga, seneca i mississauga van començar a reunir-se a Oswegatchie, una d'aquestes guarnicions, donant al comandant de la guarnició, el capità George Forster, una força amb la qual podia causar problemes als estatunidencs. Forster els havia contractat per recomanació d'un lleialista que s'havia escapat de Mont-real. A més, mentre el general Wooster, molt criticat tant pels comerciants patriotes com pels lleialistes, s'havia negat a permetre el comerç amb els indis de riu avall per por que els subministraments enviats en aquesta direcció fossin utilitzats per les forces britàniques establertes en aquella zona; la delegació del Congrés va revertir la seva decisió i els subministraments van començar a fluir des de la ciutat cap a riu amunt.
Per impedir que aquests subministraments arribessin en mans de les forces britàniques, i en resposta als rumors de reunions de pobles indígenes, Moses Hazen va enviar el coronel Timothy Bedel i 390 homes en una posició riu avall, cap a Les Cèdres (a 64 km de distància), on van construir una fortificació. El coronel Forster va ser conscient d'aquests moviments per espies i indis lleialistes, i el 15 de maig va començar a moure's riu amunt amb una força mixta d'uns 250 indis, milícies i tropes regulars. En una estranya sèrie de trobades conegudes com la batalla de Les Cèdres, El sotstinent Isaac Butterfield, de Bedel, va rendir tota la força sense lluita el 18, i altres 100 homes van entregar, ja que els reforços també es van rendir després d'una breu escaramussa el dia 19.

### Quinze-Chênes
En rebre la notícia de la captura de Butterfield, Arnold va començar immediatament a reunir una força per rescatar-lo, ocupant una posició a Lachine, a l'alça de Mont-real. Forster, que havia deixat els captius a la fortificació de Les Cèdres, es va apropar a Mont-real amb una força que ara era al voltant de 500 homes, fins al 24 de maig, quan va rebre la intel·ligència de la ubicació d'Arnold, i que Arnold esperava forces addicionals que superarien significativament la seva. Com que la seva força anava disminuint de mida, va negociar un acord amb els seus captius per intercanviar-los per presoners britànics fets presones durant el setge del Fort Saint-Jean. Després d'un breu intercanvi de foc de canó a Quinze-Chênes, Arnold també va acceptar l'intercanvi de presoners, que va tenir lloc entre el 27 i el 30 de maig.

## Els reforços arriben a la ciutat de Quebec

### Les tropes estatunidenques

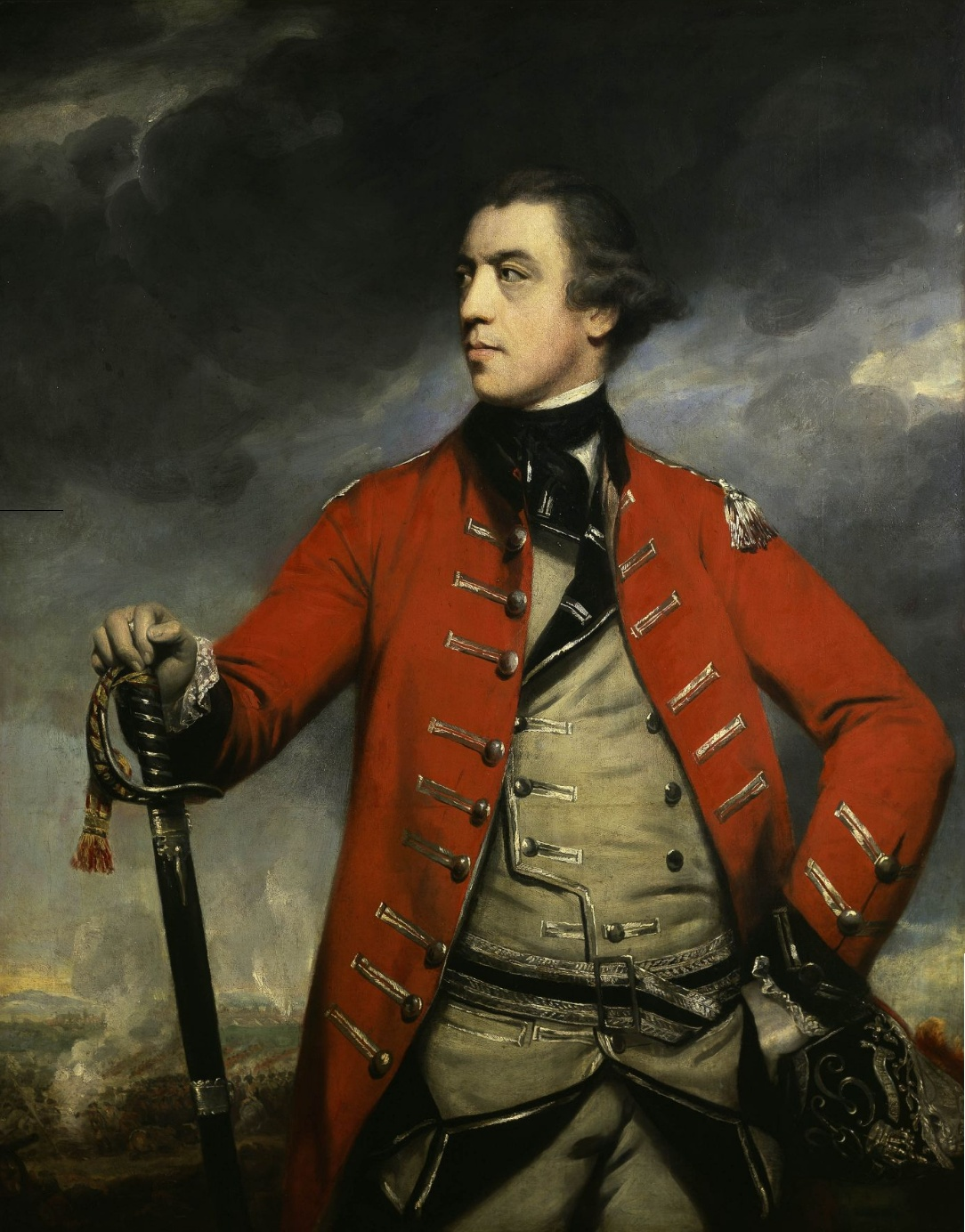
General John Burgoyne

El general John Thomas no va poder desplaçar-se cap al nord fins a finals d'abril a causa de les condicions glacials del llac Champlain. Preocupat pels informes de preparació i malaltia de les tropes, va sol·licitar a Washington que li enviés més homes com a reforç mentre esperava que milloressin les condicions. A la seva arribada a Mont-real, es va assabentar que molts homes havien promès quedar-se només fins al 15 d'abril i que la majoria d'aquests van insistir a tornar a casa. Això va empitjorar amb el baix reclutament als regiments establerts al Quebec. Un regiment amb una força autoritzada de 750, va navegar cap al nord amb menys de 75 homes. Aquestes deficiències van provocar al Congrés que ordenés Washington enviar més tropes al nord. A finals d'abril, Washington va ordenar deu regiments, dirigits pel general William Thompson i John Sullivan, per anar al nord des de Nova York. Això va reduir significativament les forces de Washington que es preparaven per a un atac britànic allà. Això també exposava problemes de transport; no hi havia mariners suficients als llacs George i Champlain per traslladar fàcilment tots aquests homes. A més, també hi va haver una escassetat de subministraments al Quebec, i es va necessitar gran part del transport marítim per traslladar provisions en lloc dels homes. Com a resultat, els homes de Sullivan van ser retinguts a Ticonderoga, i Sullivan no va arribar a Sorel fins a principis de juny.
El general Wooster va arribar al campament estatunidenc fora de la ciutat de Quebec a principis d'abril amb reforços. Els reforços van continuar arribant des del sud en xifres modestes, fins que el general Thomas va arribar a finals d'abril i va assumir el comandament d'una força que nominalment era de més de 2.000 homes, però en realitat es va veure significativament disminuïda pels efectes de la verola i les dificultats de l'hivern canadenc. El 2 de maig van començar a circular els rumors que els vaixells britànics pujaven pel riu. Thomas va decidir el 5 de maig evacuar els malalts a Trois-Rivières, amb la resta de forces per retirar-se tan aviat com fos possible. A la nit d'aquell dia, va rebre la informació que 15 vaixells estaven a 40 llegües al sud de la ciutat, a l'espera de condicions favorables seguir navegant riu amunt. L'endemà, el ritme d'evacuació del campament va prendre una sensació d'urgència quan es van veure els pals dels vaixells; el vent havia canviat i tres vaixells de la flota britànica havien arribat a la ciutat.

### Les tropes britàniques

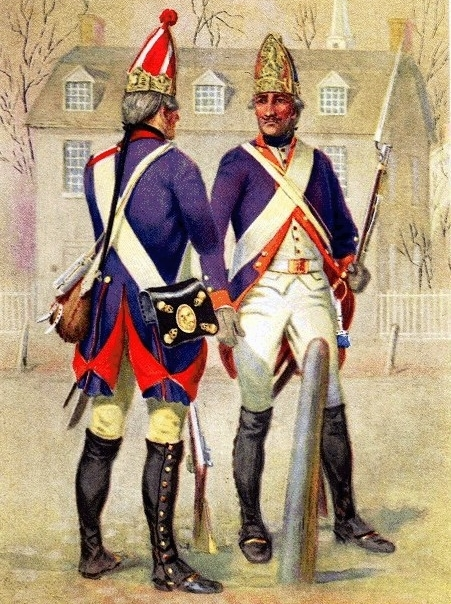
Granaders hessians. Il·lustració del.

Després que les notícies de Lexington i Concord arribessin a Londres, el govern de Lord North, en adonar-se que requeriria el suport de tropes estrangeres per combatre la rebel·lió, va començar a negociar amb els aliats europeus per a l'ús de les seves tropes a Amèrica del Nord. Caterina la Gran de Rússia va rebutjar les sol·licituds d'enviar tropes russes, però diversos principats alemanys estaven preparats per oferir-les. De les 50.000 tropes que va reunir Gran Bretanya el 1776, prop d'un terç provenien d'uns quants d'aquests principats; el nombre de tropes d'Hessen-Kassel i Hessen-Hanau van fer que fossin àmpliament conegudes com a «hessians». D'aquests 50.000, uns 11.000 van ser destinats al servei al Quebec. Tropes d'Hessen-Hanau i Brunswick-Lüneburg van navegar al febrer de 1776 cap a Cork, on es van unir a un comboi que portava tropes britàniques que van navegar a principis d'abril.
Carleton, després d'haver estat informat del ritme d'activitat al campament estatunidenc, va desembarcar ràpidament els reforços dels vaixells arribats, i cap al migdia va marxar amb una força d'uns 900 efectius per atacar als estatunidencs. La resposta estatunidenca va ser essencialment de pànic; es va iniciar una retirada desorganitzada que podria haver acabat encara més desastrosament perquè els estatunidencs havien perdut el seu avantatge sobre Carleton. Amb l'esperança de guanyar als rebels amb una actitud relaxada, es va conformar a enviar vaixells al riu per assetjar el estatunidencs i, possiblement, tallar la seva retirada. Va capturar també diversos estatunidencs, la majoria malalts i ferits, però també un destacament de tropes que havien estat abandonades a la riba sud del riu Sant Llorenç. Els estatunidencs, amb la seva pressa per escapar-se, van deixar al seu torn nombrosos efectes militars valuosos, entre ells canons i pólvora. Es van reagrupar el dia 7 a Deschambault, a uns 40 km al nord de la ciutat de Quebec. Thomas va celebrar allà un consell de guerra a la majoria d'oficials que van afavorir la retirada. Thomas va optar per retenir 500 homes a Deschambault mentre enviava la resta a Sorel, i també va enviar una carta a Mont-real per obtenir ajuda, ja que moltes de les tropes tenien poc més que la roba que duien posada i racions de pocs dies.
La delegació del Congrés Continental a Mont-real, en conèixer aquesta notícia, va determinar que no seria possible mantenir la defensa a Sant Llorenç, i va enviar només un petit nombre de tropes cap a Deschambault. Thomas, després d'esperar sis dies sense rebre resposta de la seva carta de sol·licitud de reforços, va començar a retirar-se cap a Trois-Rivières, però no abans d'haver de lluitar en escaramusses contra els les forces desembarcades dels vaixells britànics. Van arribar a Trois-Rivières el 15 de maig, on van deixar els malalts i un destacament de tropes de Nova Jersey per defensar-los. Cap al dia 18, les tropes restants es van unir com a reforç sota el comandament del general Thompson a Sorel, on el dia 21 es va celebrar un consell amb els delegats del Congrés. Thomas va contreure la verola aquell mateix dia i va morir el 2 de juny. Va ser substituït per Thompson.

## La contraofensiva de Carleton

### Trois-Rivières
El 6 de maig de 1776, una petita esquadra de vaixells britànics capitanejada per Charles Douglas havia arribat per rellevar els tropes de la ciutat de Quebec, amb subministraments i 3.000 soldats, precipitant la retirada dels estatunidencs a Sorel. No obstant això, el general Carleton no va prendre mesures ofensives significatives fins al 22 de maig, quan va navegar cap a Trois-Rivières amb el 29è i 47è regiments. Mentre coneixia l'èxit de Forster a Les Cèdres, en lloc d'avançar, va tornar cap a la ciutat de Quebec, deixant a Allen Maclean al comandament de Trois-Rivières. Allà va conèixer el tinent general John Burgoyne, qui havia arribat el 1r de juny amb una gran força de reclutes, majoritàriament irlandesos, hessians i una caixa amb diners per a la guerra.
Els estatunidencs de Sorel, en rebre la notícia que una força de «només 300 homes» es trobava a Trois-Rivières, van pensar que haurien d'enviar una força de Sorel per tornar a recuperar Trois-Rivières. Sense saber que havien arribat grans reforços britànics i desconeixent la geografia que hi havia al voltant de la ciutat, el general Thompson va portar a 2.000 homes primer a un pantà, i després a les defenses d'un exèrcit britànic reforçat i atrinxerat. Aquest desastre va incloure la captura de Thompson i molts dels seus oficials superiors, així com 200 homes i la majoria dels vaixells utilitzats per a l'expedició, i es va creure que arribava la fi de l'ocupació estatunidenca del Quebec. Les forces estatunidenques a Sorel, ara sota el comandament del general Sullivan, es van retirar. Carleton, una vegada més, no va aprofitar el seu avantatge, fins i tot fins va retornar els presoners a Nova York, amb molta tranquil·litat, l'agost.

### La retirada cap a Crown Point
A principis del 14 de juny, Carleton finalment va navegar riu amunt amb seu exèrcit fins a Sorel. Arribats al final del dia, van descobrir que els estatunidencs havien abandonat Sorel aquell mateix matí i es van retirar per la vall del riu Richelieu, cap a Chambly i Saint-Jean. A diferència de la sortida de la ciutat de Quebec, els estatunidencs van marxar d'una manera una mica ordenada, tot i que algunes unitats van ser separades de la força principal per l'arribada de la flota de Carleton i es van veure obligats a marxar cap a Mont-real per unir-se a les forces d'Arnold. Carleton va ordenar al general Burgoyne i 4.000 soldats que naveguès pel riu Richelieu per a perseguir als estatunidencs en retirada, mentre Carleton continuava navegant cap a Mont-real.
A Mont-real, Arnold ignorava els esdeveniments que tenien lloc riu avall. Un missatger que navegar riu avall cap a Sorel el 15 de juny per obtenir notícies del general Sullivan va veure la flota de Carleton, va escapar cap a la riba i va tornar amb les notícies a Mont-real en un cavall robat. Al cap de quatre hores, Arnold i les forces estatunidenques guarnides al voltant de Mont-real havien abandonat la ciutat (però no abans d'intentar destruir-la), deixant-la en mans de la milícia local. La flota de Carleton va arribar a Mont-real el 17 de juny.
Les tropes d'Arnold es van unir amb l'exèrcit principal a prop de Saint-Jean el dia 17. L'exèrcit de Sullivan no estava en condicions de lluitar i, després d'un breu consell, es va decidir la retirada cap a Crown Point. L'exèrcit es va allunyar de Saint-Jean gairebé literalment instants abans que l'avantguarda de l'exèrcit de Burgoyne arribés al lloc.
Les restes de l'exèrcit estatunidenc van arribar a Crown Point a principis de juliol, finalitzant una campanya que va ser descrita com «una concatenació heterogènia dels rebuigs i patiments més peculiars i inigualables que potser es troben en els annals de qualsevol nació», per Isaac Senter, un metge que va experimentar gran part de la campanya. Malauradament per als estatunidencs, la campanya no va acabar del tot, ja que els britànics encara estaven en moviment.

### Construcció de vaixells i política
Els estatunidencs havien tingut cura a cada pas durant la seva retirada cap al riu Richelieu i a través del llac Champlain per negar als britànics de qualsevol transport marítim, cremant o enfonsant tots vaixell que no es podien endur amb ells. Això va obligar els britànics a passar diversos mesos construint vaixells. Carleton va comunicar a Londres el 28 de setembre que «espero que la nostra flota vagi aviat amb esperances d'èxit en cas que entrin en acció». El general Arnold, quan ell i Ethan Allen van capturar el fort Ticonderoga, havien establert una petita flota que encara patrullava el llac de Champlain.
Mentre que els britànics construïen una flota per contrarestar a Arnold, Carleton s'ocupava dels assumptes a Mont-real. Fins i tot abans que els estatunidencs es retiressin de la ciutat de Quebec, va formar comitès per examinar les accions realitzades pels locals que simpatitzaven amb els estatunidencs, enviant-los al camp per arrestar els participants actius en l'acció estatunidenca, inclosos els que havien detingut lleialistes. Quan va arribar a Mont-real, es van constituir comissions similars.

### L'illa de Valcour
El general Horatio Gates va rebre el comandament de les forces del nord de l'Exèrcit Continental a principis de juliol. Va traslladar ràpidament la major part de l'exèrcit cap a Ticonderoga, deixant una força d'uns 300 homes a Crown Point. L'exèrcit va ocupar Ticonderoga i va millorar les seves defenses, mentre que a Arnold se li va encarregar la construcció d'una flota estatunidenca a Crown Point. Durant tot l'estiu es van enviar reforços a Ticonderoga, fins que es va estimar que havien reunit 10.000 homes. Un exèrcit més petit de nàufrags treballava a Skenesborough (actual Whitehall) per construir els vaixells necessaris per defensar el llac.

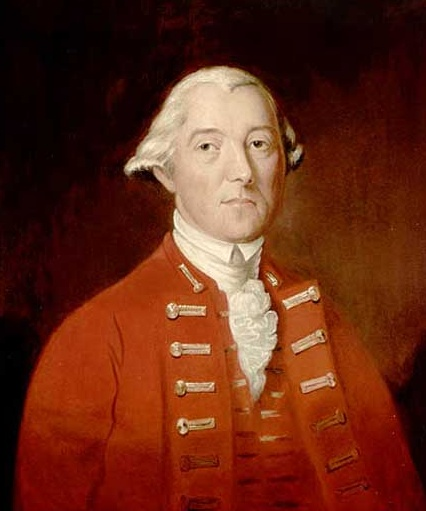
General Guy Carleton
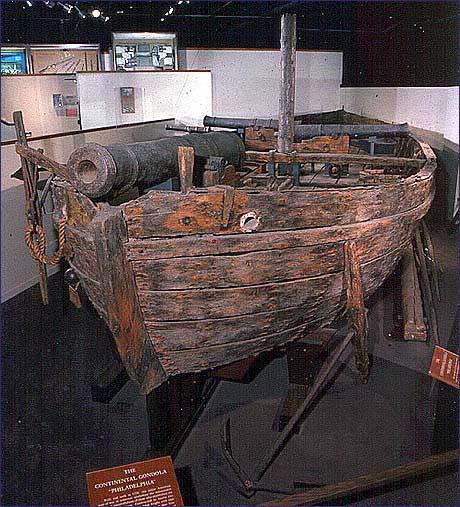
El USS Philadelphia va participar en la batalla de l'illa de Valcour
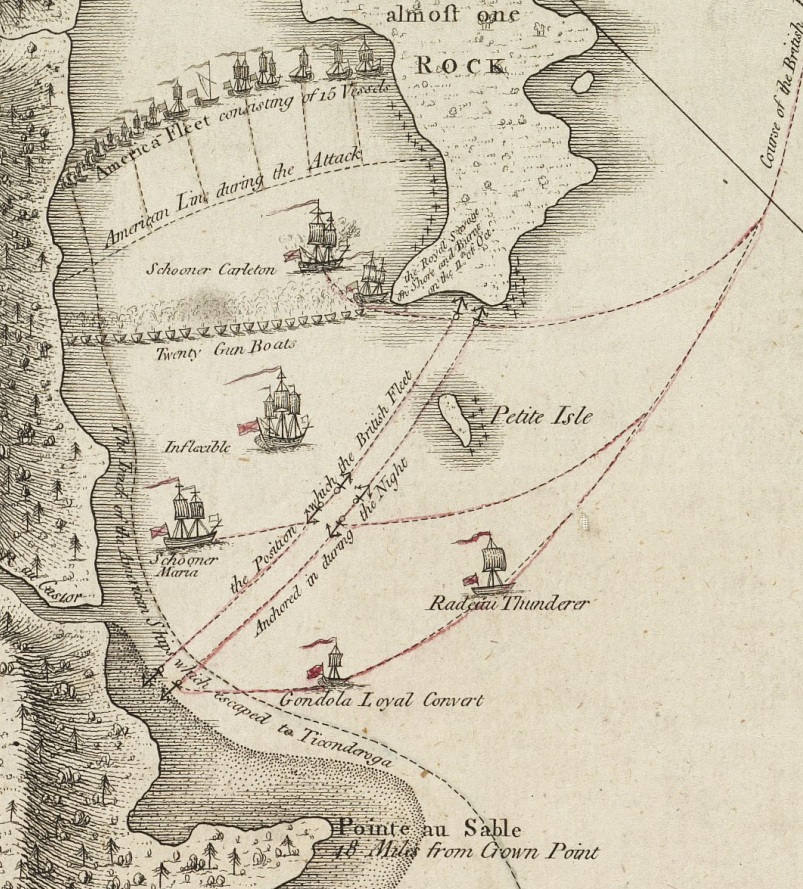
Mapa que mostra de forma detallada les formacions a la batalla de l'illa de Valcour

Carleton va començar a traslladar-se el 7 d'octubre. El 9 d'octubre, la flota britànica estava al llac Champlain. En una acció naval entre l'illa de Valcour i la ribera occidental, a partir de l'11 d'octubre, els britànics van causar danys greus a la flota d'Arnold, obligant-lo a retirar-se cap a Crown Point. Sentint que Crown Point seria una protecció insuficient contra un atac britànic sostingut, es va retirar cap a Ticonderoga. Les forces britàniques van ocupar Crown Point el 17 d'octubre.
Les tropes de Carleton van romandre a Crown Point durant dues setmanes, i algunes tropes van poder avançar fins a 3 km de Ticonderoga, aparentment en un intent d'expulsar l'exèrcit de Gates. El 2 de novembre, van sortir de Crown Point i es van retirar cap als quarters d'hivern del Quebec.

## Conseqüències

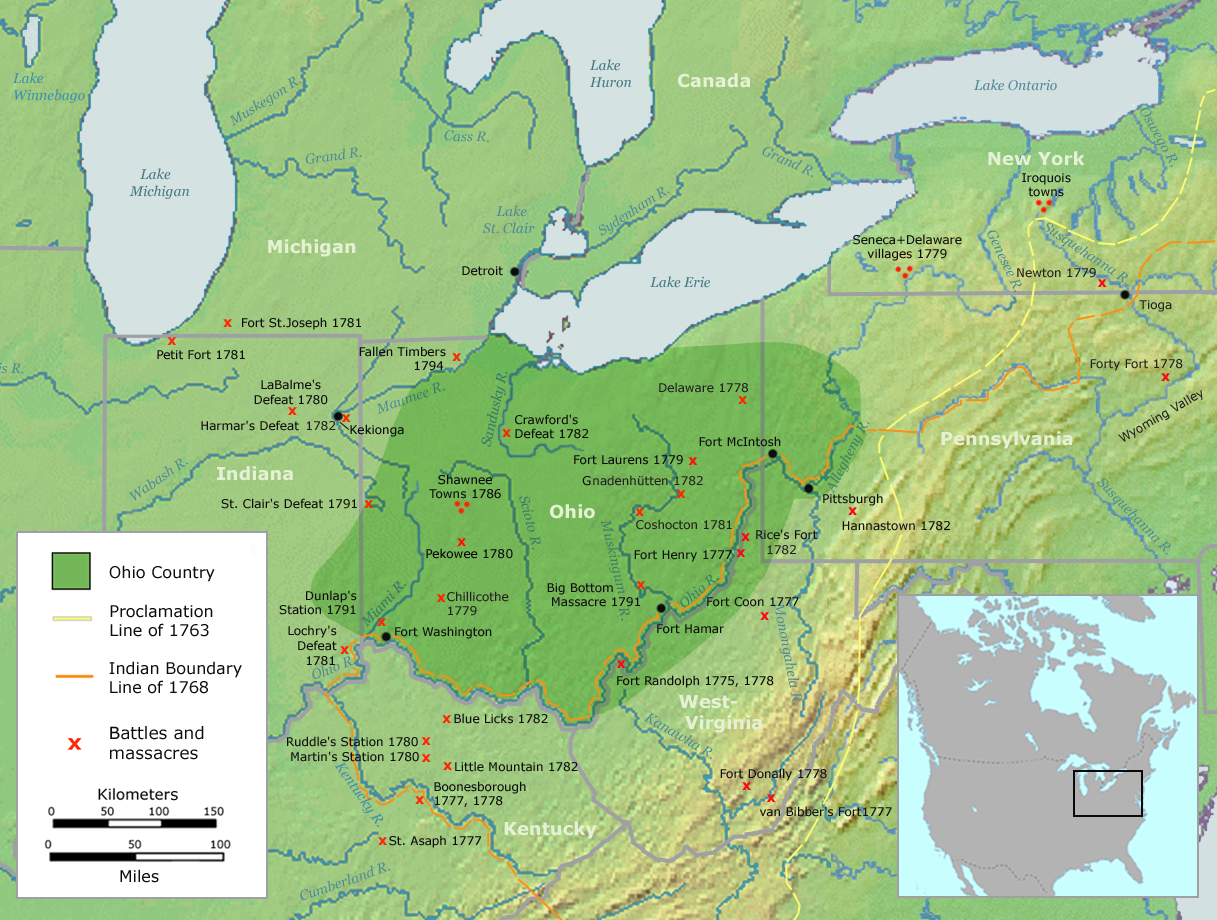
Mapa del Territori d'Ohio, amb batalles i massacres entre 1775 i 1794

La invasió del Quebec va acabar com un desastre per als estatunidencs, però les accions d'Arnold sobre la retirada del Quebec i la seva improvisada marina al llac Champlain van ser àmpliament acreditades de retardar una ofensiva britànica a gran escala fins al 1777. Carleton va ser durament criticada per John Burgoyne per no perseguir de manera més agressiva la retirada estatunidenca del Quebec. A causa d'aquestes crítiques i el fet que Carleton va ser rebutjat per Lord George Germain, el Secretari d'Estat britànic per a les colònies i l'oficial del rei Jordi III responsable de dirigir la guerra, va donar el comandament de la ofensiva de 1777 al general Burgoyne (una acció que va impulsar a Carleton a presentar la seva dimissió com a governador del Quebec).
Una part important de les forces continentals al Fort Ticonderoga van ser enviades al sud amb els generals Gates i Arnold al novembre per reforçar la defensa vacil·lant del George Washington de Nova Jersey (ja havia perdut la ciutat de Nova York i, a principis de desembre, havia creuat el riu Delaware cap a Pennsilvània, deixant els britànics lliures per operar a Nova Jersey). Conquerir Quebec i altres colònies britàniques va seguir sent un objectiu del Congrés Continental durant tota la guerra. No obstant això, George Washington, que havia donat suport a aquesta invasió, va considerar que qualsevol altra expedició era una prioritat baixa que desviaria massa homes i recursos fora de la guerra principal a les Tretze Colònies, de manera que els nous intents d'expedicions a Quebec no es van realitzar del tot.
Diversos centenars d'homes d'origen britànic i francès van continuar servint a les files de l'Exèrcit Continental després del retrocés de 1776. Sota el comandament de Livingston i Hazen, van servir en diversos teatres de la guerra, inclòs el setge de Yorktown. Al no poder recuperar les propietats que van perdre a la província de Quebec, molts van romandre a l'exèrcit per necessitat i van empènyer contínuament les autoritats polítiques i militars estatunidencs per estar al dia dels seus compromisos financers. Al final de la guerra, els canadencs es van reunir amb dones i nens que havien sobreviscut a Albany i Fishkill (Nova York); alguns van acceptar l'oportunitat d'instal·lar-se en una zona del nord de Nova York destinat als «refugiats» del Canadà i Nova Escòcia.
Durant les converses de pau de París, els negociadors estatunidencs van exigir sense èxit tot el Quebec com a part de botí de guerra. Benjamin Franklin, interessat principalment pel Territori d'Ohio, que havia estat format pel Quebec per la Quebec Act de 1774, va suggerir en les converses de pau que el Quebec s'hauria d'entregar als Estats Units d'Amèrica, però només es va cedir el Territori d'Ohio.
A la Guerra de 1812, els estatunidencs van llançar una altra invasió de l'Amèrica del Nord britànica i van tornar a esperar que la població local els recolzés. Aquesta invasió fallida es considera avui un esdeveniment significatiu en la història del Canadà; fins i tot s'ha reivindicat com el naixement de la identitat canadenca moderna.